# Trembleya neopyrenaica
Trembleya neopyrenaica är en tvåhjärtbladig växtart som beskrevs av Charles Victor Naudin. Trembleya neopyrenaica ingår i släktet Trembleya och familjen Melastomataceae. Inga underarter finns listade i Catalogue of Life.

## Bildgalleri

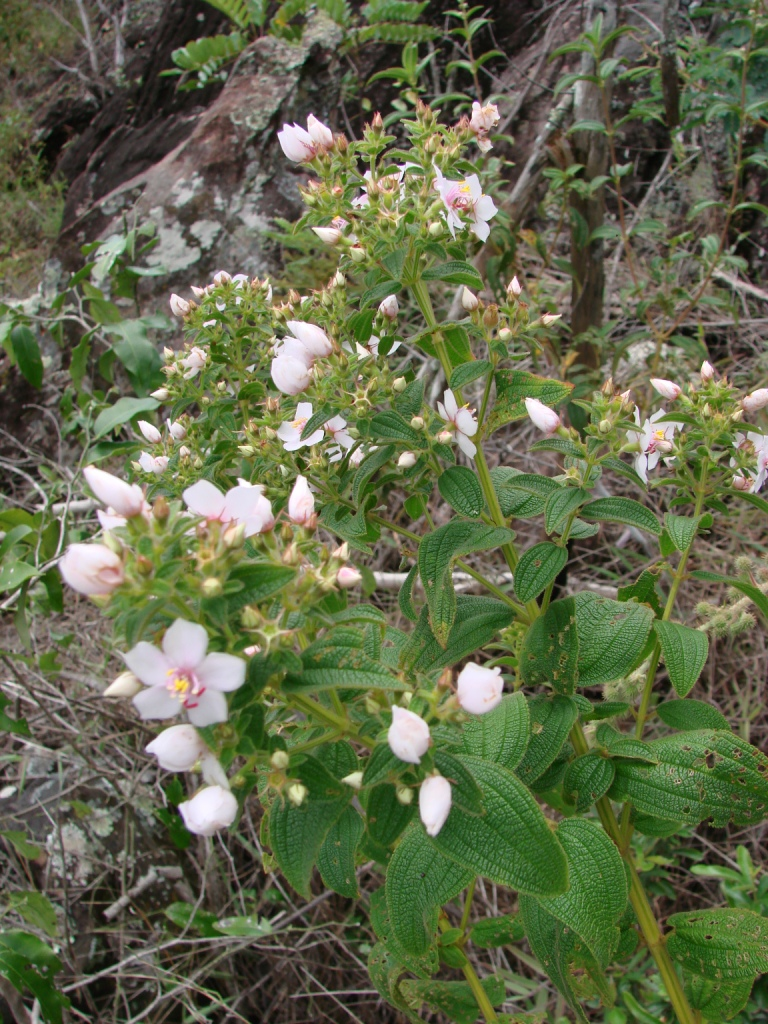
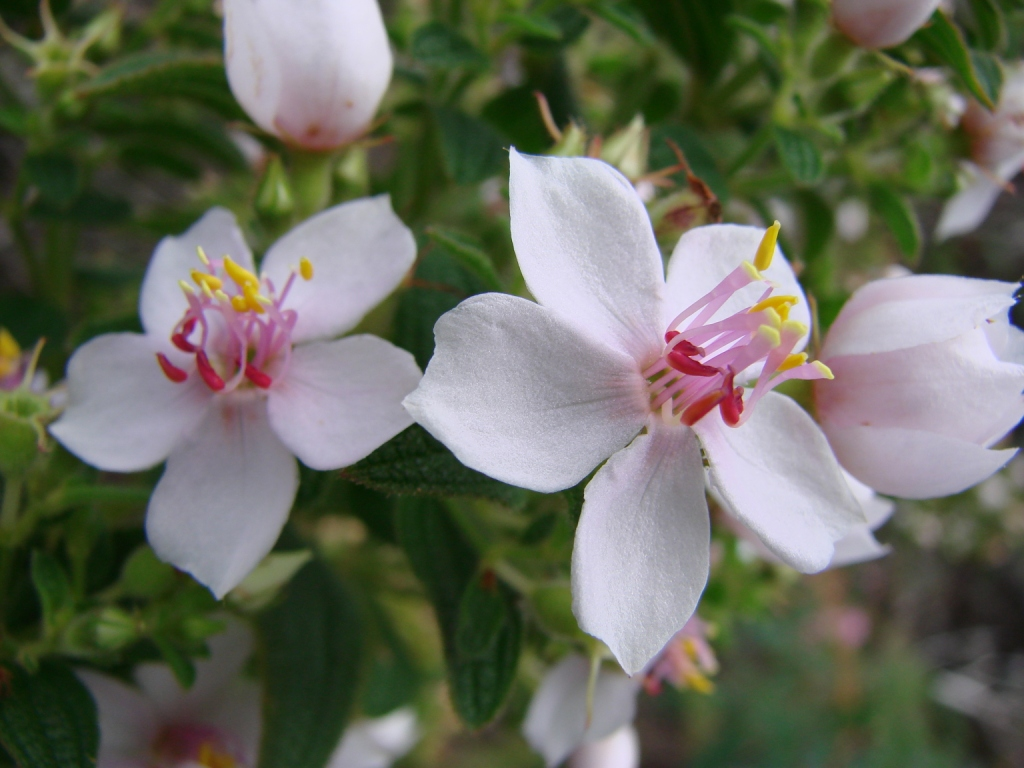